# Croix, Territoire de Belfort
Croix är en kommun i departementet Territoire de Belfort i regionen Bourgogne-Franche-Comté i östra Frankrike. Kommunen ligger i kantonen Beaucourt som tillhör arrondissementet Belfort. År 2022 hade Croix 178 invånare.

## Befolkningsutveckling
Antalet invånare i kommunen Croix
| Referens: INSEE |